# Jakub Novotný
Pour les articles homonymes, voir Novotny.
Jakub Novotný est un ancien joueur tchèque de volley-ball né le 20 avril 1979 à Sokolov (région de Karlovy Vary). Il mesure 1,96 m et joue attaquant.

## Clubs
| Club                   | Pays               | De         | À          |
| ---------------------- | ------------------ | ---------- | ---------- |
| FK Baník Sokolov       | République tchèque | 1998-1999  | 1998-1999  |
| Nice Volley-Ball       | France             | 1999-2000  | 2000-2001  |
| Tourcoing LM           | France             | 2001-2002  | 2001-2002  |
| Stade Poitevin         | France             | 2002-2003  | 2002-2003  |
| Schio Sport            | Italie             | 2003-2004  | 2003-2004  |
| Panathinaikos Athènes  | Grèce              | 2004-2005  | 2004-2005  |
| Pérouse Volley         | Italie             | 2005-2006  | 2005-2006  |
| VK Ferram Opava        | République tchèque | 2006       | avril 2007 |
| Sparkling Milan joker  | Italie             | avril 2007 | mai 2007   |
| ZAKSA Kędzierzyn-Koźle | Pologne            | 2007-2008  | 2008-2009  |
| Skra Bełchatów         | Pologne            | 2009-2010  | 2010-2011  |
| VK Jihostroj           | République tchèque | 2011-2012  | 2012-2013  |

## Palmarès
- Ligue européenne (1)
  - Vainqueur : 2004
- Championnat du monde des clubs
  - Finaliste : 2010, 2011
- Championnat de Pologne (2)
  - Vainqueur : 2010, 2011
- Championnat de France
  - Finaliste : 2001
- Coupe de Pologne (1)
  - Vainqueur : 2010, 2011